# Ramularia nambuana
Ramularia nambuana är en svampart som beskrevs av Henn. 1904. Ramularia nambuana ingår i släktet Ramularia och familjen Mycosphaerellaceae.   Inga underarter finns listade i Catalogue of Life.